# Hydrolycus scomberoides
Hydrolycus scomberoides är en fiskart som först beskrevs av Cuvier, 1819.  Hydrolycus scomberoides ingår i släktet Hydrolycus och familjen Cynodontidae. Inga underarter finns listade i Catalogue of Life.